# エフエム富士
株式会社エフエム富士（エフエムふじ、FM Fuji Co., Ltd.）は、山梨県を放送対象地域として超短波放送（FM放送）をする特定地上基幹放送事業者である。愛称はFM FUJI。識別信号はJOCV-FM。

## 概要
1988年（昭和63年）7月頃より試験電波を発信。同年8月8日8時8分にJFN加盟局としてFMでは全国26番目に開局した（開局日時は漢数字の「八」が富士山の形状に似ていることから）。山梨県のラジオ局であるが、県東部の三ツ峠中継局の電波が関東地方の広範囲（東京都多摩地域・東京都区部、神奈川県、千葉県、埼玉県、茨城県の各一部）にスピルオーバーで届くため、東京都のFM局及び関東の独立局との差別化を意識した編成となっている。
テレビ山梨（UTY）主導で開設された。東京放送（TBS）出身でUTYの専務をしていた辰繁存（たつしげすすむ）が初代社長に就任。金丸信の長男でUTY相談役の金丸康信が取締役を務めている。
当初は一日あたり21時間から23時間放送で6:00 - 24:00は自社制作中心（一部JFNのネット番組）、早朝深夜はJFNのネット番組を中心に編成された。次第に自主編成志向が強まり、1993年（平成5年）4月から独立放送局に移行した。
同じ年にサテライトスタジオ「STUDIO ViViD」（東京支社）を東京・代々木にオープンさせたほか、ルミネ新宿にあったタワーレコード新宿ルミネ店内および小田急新宿ミロード館内にもスタジオを設けていた時期があった。このほか、まれに富士急ハイランド（富士吉田市）内に放送設備を設けて放送を行うことがある。
当初の愛称はFM富士であったが、1993年（平成5年）に独立局化後はFM-FUJI（ハイフンが入る）、2018年（平成30年）の開局30周年にはロゴマークの制定
とともに、現行のFM FUJI
(ハイフンなし)に移行した。
2006年（平成18年）6月26日、開局以来使用してきた甲府市丸の内の旧社屋から石和温泉に近い甲府市川田町アリア（アリア・ディ・フィレンツェ）に新社屋を建設し移転し、同年7月3日から新社屋での放送を開始したが、これを記念して、7月11、12、16日にゲストを迎えての公開生放送が行われた（通常は「STUDIO ViViD」から放送されている番組を、甲府本社からの公開生放送で放送。ゲストは、嵐（櫻井翔）、GLAY、EXILE、w-inds.）。なお、新社屋は音声卓からステレオ変調器までフルデジタルとなっており、デジタルラジオの放送にも対応している。
2009年（平成21年）4月1日から2010年（平成22年）9月30日まで、東京・西麻布にNISHIAZABU-STUDIOを設けて非公開生放送形式の番組を放送していたが、改編に伴い閉鎖されて、同年10月以降からは代々木STUDIO ViViDへ移動する形となった。
2016年（平成28年）5月9日12時より「radiko」でラジオ放送のインターネット配信を開始（エリアフリーの「radiko.jpプレミアム」にも対応）。
2018年（平成30年）4月にコーポレート・ロゴを現行のデザインに変更した。
2021年（令和3年）4月に大幅な改編を行い生ワイド番組が刷新。また、フィラー番組が早朝・深夜だけでなく新しく月曜 - 木曜 12:00 - 13:00と日曜 7:00 - 8:30、10:30 - 11:54、13:00 - 15:53にも『music terminal』を開始。早朝の『ON THE WIND』も5時台だけでなく6時台にも拡大した。
2021年（令和3年）9月14日、国際連合がSDGs（持続可能な開発目標）達成に向けた取り組みを推進するため世界の報道機関に協力をに呼びかける「SDG メディアコンパクト」に加盟した。
2023年（令和5年）には、2021年（令和3年）に設けられた平日と日曜のフィラー番組の放送時間を削減し30分から1時間の番組を開始した。
主な受賞歴に『ロヂウラベース』で2021年日本民間放送連盟賞ラジオエンターテイメント部門優秀賞を受賞した。同時に同部門で最優秀賞に次ぐ得点になったことからラジオグランプリ候補番組になった。同局が番組部門で受賞するのは、初めてだった。なお、CM部門では、2014年（平成26年）日本民間放送連盟賞の第2種（21秒以上）で自社媒体PRスポット「大切な声」で優秀賞を受賞したことがある。

### 異例の高出力
NHK甲府FMの三つ峠中継局（100W）の電波が低出力ながら送信アンテナの高度（標高1700m超）の関係で関東平野まで飛び、東京都区部でも良好に受信出来ていたことから、東京圏進出を狙って三つ峠中継局をNHKの5倍の空中線電力500Wで申請するも郵政省から「必要以上の出力」として却下されたため、6割に削減した300Wに落ち着いた。それでも同じ三つ峠のFM放送の中で最も高出力となっており、「山梨県のFM局」では本来ありえない広範囲からのリスナー獲得とそれに伴う高収益を生み出す源泉となっている。
開局までの短い間に「JFN加盟案」と「独立局案」との間で二転三転し、結局はJFN加盟で開局する。関東地方でエリアが重複する既存JFN局のエフエム東京とは異なる編成を目指して自主制作番組をメインにした上で深夜などはJFNのBラインの供給を受けていた。
さらなる差別化のため、1993年（平成5年）にJFNの自主脱退を表明し独立局となって現在に至る。
このように、JFNから独立局へ鞍替えしたFM局としては唯一の例である（その逆はエフエム大分と兵庫エフエム放送とInterFM897がある）。

### 事業所
本社
- 山梨県甲府市川田町アリア105番地（郵便番号400-8550）

東京支社
- 東京都渋谷区代々木1丁目21番12号　ヤマノ26ビル1・2階

## 中継局
甲府・身延と三ッ峠では一部CMが異なっていたが、2013年11月現在同一。
| 中継局 | 中継局  | 中継局     | 中継局 | 中継局 | 中継局 |
| 親局   | 周波数  | 空中線電力 | ERP    | 送信所概要 （技術情報） | 備考   |
| ------ | ------- | ---------- | ------ | --- | ------ |
| 甲府   | 83.0MHz | 1kW        | 4.4kW  | - 送信柱：35m四角鉄塔（アンテナ取り付け部も含む地上高は62.2m） （NHKと共用；施工電気興業） - 送信空中線：ST（スーパーターン）6段（NHK甲府FM共用）、 海抜高447.5m - 送信機：RV-41G（東芝） - STL：送受信装置（日本電気）、 出力300mWを2m鏡面（プレート）パラボラで受信 - 送信局舎：鉄筋コンクリート2階10m×30m（NHKと共建） - 非常用電源：自家発電75kVA（NHKと共用） - 備考：2006年6月、演奏所局舎移転により STLルート変更による送受信パラボラの工事 |        |
| 中継局 | 周波数  | 空中線電力 | ERP    | 送信所概要 （技術情報） | 備考   |
| 身延   | 80.5MHz | 100W       | 175W   | - 送信柱：14m自立鉄柱（NHK共用） - 送信空中線：ST（スーパーターン）2段（NHK共用）、 海抜高1169.5m - 送信機：FM30JT（ステレオ変調器・励振増幅器として使用、 米CROWN製；日本代理店は松田通商）×2、FT-100S（日立） - 放送伝送回線：KDDIの光ファイバー回線 - 送信局舎：鉄筋コンクリート2階4m×4m（NHKと共建） - 非常用電源：自家発電5kVA（NHK共用） - 備考：2006年6月、演奏所局舎移転により放送伝送回線は 無線式から光回線に変更工事                    |        |
| 三ツ峠 | 78.6MHz | 300W       | 2.6kW  | - 送信柱：17m支柱式鉄柱 - 送信空中線：5素子八木宇田アンテナ2段1面、 3素子八木宇田アンテナ1段1面、海抜高1795.9m - 送信機：FBN-11KR3SS（日本電気） - STL：出力1.5Wを2m鏡面（プレート）パラボラで受信 - 送信局舎：鉄筋コンクリート1階4m×7m - 非常用電源：自家発電8kVA、UPS（無停電装置）5Ah - 備考：2006年6月、演奏所局舎移転により STLルート変更による送受信パラボラの工事                                                                           |        |

### 可聴範囲
主に西部・中部向けには83.0MHz、郡内地域（富士北麓）と東京向けには78.6MHz（但し県境以東は放送対象地域ではない）、身延町など峡南及び北杜市など峡北地域向けには80.5MHzで送信されている。営業部が広告主向けに使用する「放送エリア」内総人口は約1,200万人で、放送対象地域である山梨県の人口（約85万人）の約14倍もある。
- 78.6MHzでは、東京都多摩地域および東京都区部の他、埼玉県秩父・南部・東部、千葉県北西部と神奈川県北部・東部、茨城県西部などの一部が放送エリアのめやすとなる[2]。
- 80.5MHzでは、静岡県の北部が放送エリアのめやすとなる[2]。
- 朝日新聞のラジオ欄には開局当初から「東京78.6 / 甲府83.0 / 静岡80.5」と表記されていたが、2009年3月30日からは他局も含めて周波数表記が全て欄外に移された。また、東京都内版・多摩版以外の関東各県ではラジオ欄に番組表が載るのは夕刊のみ。
- 83.0MHzでは、長野県の諏訪地域の一部が放送エリアのめやすとなる[2]。
- 1990年代以降、関東地方にコミュニティFM局の開局が相次いでおり、それらの局は既存FM局の周波数を避けることに加え、当時アナログテレビの1ch（音声95.75MHz）とのイメージ混信を避けるために使用できる周波数が2014年まで制限されていたことから、78MHz近辺に集中している。このため、東京都武蔵野市のむさしのFM（78.2MHz）、神奈川県横須賀市の横須賀エフエム放送 （78.5MHz）などとの間では、周波数が近いために混信が起こることが多い[注釈 7]。
  - かつしかFMなど、当初は78.6MHzを割り当てられたが、公式には対象地域外であるもののエフエム富士の電波を無視できず、結局割り当てが78.9MHzへと変更された。エフエム江戸川も開局直前に周波数変更を余儀無くされている。
  - かつてはSTUDIO ViViDのある東京都渋谷区にはSHIBUYA-FM（78.4MHz）が存在していたが、2013年1月11日より放送を休止し、半年後の7月10日に正式に閉局した。埼玉県さいたま市浦和区のレッズウェーブでは増力と放送エリア拡大のため、2015年11月8日に78.3MHzから87.3MHzへと変更された。更に、神奈川県小田原市のFM小田原は2019年3月1日の送信所移転を機に、周波数を従来の78.7MHzから87.9MHzに変更した。
- 一部のケーブルテレビ局で区域外再放送されている。
- インターネット配信は、2016年5月9日より「radiko」で配信を開始。エリアフリーの「radiko.jpプレミアム」にも対応しており、日本全国で聴取できる。ただし、無料で聴取可能なのは本来の放送区域である山梨県に限られ、地上波で聴取可能な関東平野の中南部はもとより、STUDIO ViViDのある東京都でさえ、エリアフリーによる聴取となる[注釈 8]。
  - なお、山梨県は全国の都道府県で唯一、全国FM放送協議会（JFN）加盟の民放FM局がradikoの基本サービスで聴取できない（局が存在しない、また広域圏にも含まれていない）。

## 資本構成
企業・団体の名称、個人の肩書は当時のもの。出典：

### 概要
筆頭株主はテレビ山梨（42.28%）であるが、山日YBSグループ（3社で25%）も大株主である。

### 2015年3月31日 - 2016年3月31日
| 資本金         | 発行済株式総数 | 株主数 |
| -------------- | -------------- | ------ |
| 1億円          | 16,000株       | 21     |
| 株主           | 株式数         | 比率   |
| テレビ山梨     | 6,766株        | 42.28% |
| 山梨文化会館   | 1,440株        | 09.00% |
| 山梨放送       | 1,280株        | 08.00% |
| 山梨日日新聞社 | 1,280株        | 08.00% |

## 番組
放送開始から夕方までは地元密着型の、以後放送休止までは女性アイドルがDJを務める番組が多い。

### 現在放送中の番組
公式サイトの「Time Table」を参照。
2025年8月現在。
生放送ワイド番組
- ACTUS（平日 7:00 - 11:37）
- Bumpy（平日 13:00 - 18:50）
- Awesome!（金曜 7:00 - 11:37）
- FRIDAY PUNCH★（金曜 12:00 - 16:50）
- GALACTICA DOMI（金曜 17:00 - 19:54）
- WEST-SIDE TOKYO（土曜 6:00 - 10:43）
- landscape（土曜 11:00 - 12:52）

以下の番組は、STUDIO ViViDにて生放送。
- ロヂウラベース（月曜 21:00 - 23:00）
  - V-air、FM GIFUに収録番組としてネット。
- タイムちゃん（火曜 21:00 - 23:00）
- 四千ミルク（水曜 21:00 - 23:00）
- Kroi 長谷部悠生のロゼッタスペース（木曜 21:00 - 23:00）
- 沈黙の金曜日（金曜 21:00 - 23:00）

ワイド番組
- 劇団サンバカーニバル（土曜 20:00 - 22:00）
- ROCKADOM（日曜 20:00 - 22:30）

ポッドキャスト対応番組
- ニホンのナカミ（日曜 8:30 - 8:58）
  - 日本の民放・コミュニティFM局以外にも、ロサンゼルスの放送局にもネット。

## オープニング・クロージング・休止時間
- エフエム富士では終夜放送を基本的には行っていないため、これらはほぼ毎日放送されている。また、送信所の数や周波数等に変更がないためか、オープニング・クロージング共に初代のアナウンサーである坂本恵美子の音声が開局当時より使用されている。

### オープニング
- 「JOCV-FM、JOCV-FM、こちらは、エフエム富士です。ただいまから、きょうの放送を、開始いたします。三ツ峠から周波数78.6MHz、坊ヶ峰から83.0MHz、身延山から80.5MHzで放送いたします。JOCV-FM、こちらは、エフエム富士です。」と坂本が読み上げた後、10秒穴埋めのサウンドロゴが流れ、番組がスタートする。

### クロージング
- 「JOCV-FM、JOCV-FM、こちらは、エフエム富士です。ここでしばらく放送を休ませていただきます。JOCV-FM、JOCV-FM、こちらは、エフエム富士です。」と坂本が読み上げた後、そのまま放送休止となる。

### 休止時間
- 以前は報道特別番組を必要とするような事態に備えて電波は無変調状態で発射され続けていたが、現在では試験電波（テストトーン）を放送開始のオープニングまで発射している。
- 2021年10月ごろより、"TECHNICAL MAINTENANCE"としつつも、火・日以外の曜日で"NONSTOP ZONE"あるいは"NONSTOP ZONE〈DirectorsGear〉"として4時ごろまでインスト曲をノンストップで流し続けている。ただ、実質は体裁上の放送終了1時間前から「IN THE STREAM NON STOP MUSIC ZONE」が放送されているので、実質的にフィラー音楽の延長線上にある。
- 原則としての放送時間[17]
  - 連日5:00放送開始
  - 月・木・金曜日：体裁上は翌曜日2:00終了→以後は「TECHNICAL MAINTENANCE」（試験電波）であるが、実質4:00までは「NONSTOP ZONE」（土曜日深夜のみ「NONSTOP ZONE〈DirectorsGear〉」を放送し、4:00に終了アナウンス→テスト信号を放送（但し、まれに設備点検のため終了アナウンス→テスト信号の送信開始を前倒しにする場合もある）
  - 火曜日：水曜日2:00終了アナウンス→5:00までテスト信号
  - 水曜日：体裁上木曜日2:30終了→以後は月・木・金曜日に同じ
  - 土曜日：体裁上日曜日1:30（最終土曜日付けは日曜日2:00）終了→以後は月・木・金曜日に同じ
  - 日曜日：月曜日0:35終了アナウンス→5:00までテスト信号

## 生活情報
FM FUJIの「ニュース」「天気」「交通情報」は、ワイド番組に内包もしくは番組の合間に放送される。STUDIO ViViDからの番組内でも全て本社スタジオから放送される。
日中（毎日7時台から19時台にかけて）は基本的に毎時50分から54分頃を目安に「FM FUJI Traffic & Weather Information」とコールが入り、交通情報と天気情報をセットで伝えている。

### News Headline
ニュースを伝える。ソースは共同通信。また、放送時間は細分化されている。
平日
- 7:36 / 8:00に「FM FUJI Morning Headline」、7:42に「TOYOTA Sports Energy」（スポーツニュース）とそれぞれコールされ番組DJが読み上げる。
- 12:00 / 14:00 / 16:55 / 17:30 / 18:30に「FM FUJI News Headline」、19:54に「FM FUJI News & Weather Information」とコール、天気予報とのセット放送になり、後述の通りアナウンサーや契約アナウンサーが交代で読み上げる。
- 緊急性があるものについては、ワイド番組の中で担当DJが随時伝える。収録番組の放送中のものについては、放送中でもトーンダウンしたのちに伝え、番組放送外のCM中ではCMを一部カットしてアナウンサーが伝える時もある。

土曜
- 通常ニュースの設定がないが、緊急性があるものについてはワイド番組の中で担当DJが随時伝える。収録番組の放送中のものについては、放送中でもトーンダウンしたのちに伝え、番組放送外のCM中ではCMを一部カットしてアナウンサーが伝える時もある。
- その他一部生放送番組内で自動音声のニュースやスポーツニュースのコーナーが設けられている。

日曜
- 2023年3月までは、12:54 / 14:54に、各々本社から放送されていた。以前は、タイトルコールがない状態で番組担当DJが読み上げて放送するスタイルであったが、2012年（平成24年）4月期改編から「FM FUJI News Headline」とタイトルコールが流れ、契約アナウンサーが読み上げて放送するスタイルに変更された。2021年（令和3年）4月より午前のニュースはAIによる自動音声のニュースとなった。
- 2023年4月から2023年10月は、通常ニュースの設定がなかったが、緊急性があるものについてはワイド番組の中で担当DJが随時伝えていた。
- 2023年11月以降は14:00にニュースが設定され、該当時間帯の生ワイド番組のDJを務める柴田萌虹佳アナウンサーが本社スタジオから担当している。収録番組の放送中のものについては、放送中でもトーンダウンしたのちに伝え、番組放送外のCM中ではCMを一部カットしてアナウンサーが伝える時もある。

### Weather Information
天気予報を伝える。東京地方、神奈川、千葉、埼玉、長野、静岡各県の天気予報・気温予想・降水確率などと警報・注意報を伝える。基本的には本社スタジオから番組担当DJや契約アナウンサーが伝えているが、放送時間によってはウェザーニュースに繋いで最新の天気予報を伝えている。

### Traffic Information
交通情報を伝える。中央自動車道をはじめとする高速道路と、首都高速道路、山梨県内・東京都多摩・23区西部の一般道の情報を伝える。基本的には本社スタジオから番組担当DJや契約アナウンサーが伝えているが、放送時間によっては、日本道路交通情報センターに繋いで職員が伝える。その場合、普段は九段センターから伝えるが、平日の8:10 / 8:40 / 16:30 / 18:16と、日曜日の13:54 / 15:53 /16:53は山梨センターに繋ぐ。

## アナウンサー
（2024年4月現在。※注：カッコ内は担当番組）
専任アナウンサーは1人。
| 名前       | 読み仮名      | 入社年 | 主な担当番組など（2024年時点）     | 備考 |
| ---------- | ------------- | ------ | ---------------------------------- | ---- |
| 柴田萌虹佳 | しばた もにか | 2023年 | みらいterminal ACTUS（月曜・火曜） |      |

その他、ニュース・天気・交通情報担当の契約アナウンサーが数人程度。

### 過去に在籍していたアナウンサー
男性
- 入戸野翔（元テレビ山梨(UTY)アナウンサー）
- 遠藤行洋（元静岡朝日テレビ、北海道テレビ放送）

女性
- 坂本恵美子（初代FM富士アナウンサーとして開局に携わる。退社後はフリーランスのアナウンサーとなり、TOKYO FM、JWave、TBS、FM甲府、FM八ヶ岳で話すと共に、俳協に所属しナレーターとして活動）
- 針谷衣織里（元とちぎテレビアナウンサー）
- 渡部郁子（退社後もDJとして、SUPER TODAY FUJI月・火・水曜日（以前は、水・木・金曜日）、HAPPY SMILE ECO を引き続き担当していた）
- 浅利そのみ（退社後はTOKYO FMアナウンサーを経て2012年4月からフリー）
- 市川智子
- 大江理恵子
- 川辺小都子
- 北川原志於（信越放送アナウンサーを経て2023年7月からフリー）
- 北村浩子（FMヨコハマ契約アナウンサーを経て2016年4月からフリー）
- 小林紀美
- 佐藤真実
- 宍戸美憂（退社後は2024年5月から佐渡テレビジョンアナウンサー）
- 清水京子
- 住吉今日子
- 東城佑香（2011年 - 2024年、元静岡エフエム放送契約アナウンサー、退社後もDJとして、ACTUS （水曜・木曜）、ただいま、推しごと中!（毎月最終土曜）を引き続き担当）
- 秦野理恵
- 濱田僚子
- 森川真帆（2018年 - 2022年）
- 柳下詩織（元青森テレビ、テレビ埼玉→チューリップテレビ）
- 山田裕佳
- 若菜ひろこ

## スタジオ
本社スタジオ
- 本社スタジオは全部で3つ。生放送用（スタジオA）、生放送・録音番組用（スタジオB）、録音番組・CM収録用（スタジオC）。これは旧社屋とほぼ同様の運用。[注釈 12]

東京都内のスタジオ
- STUDIO ViViD（東京支社）[注釈 13]
- NISHIAZABU-STUDIO（西麻布、2010年9月30日使用終了(閉鎖)）
- TOWER RECORDSサテライトスタジオ（タワーレコード新宿ルミネ店、閉鎖）
- 新宿ミロードサテライトスタジオ（小田急新宿ミロード、閉鎖）

その他
- スタジオLagoon（富士急ハイランド、公開放送用）

## その他
- 独立局のため、基本的には自社制作番組のみを放送しているが、以下に挙げる番組は他局でも放送されている。
  - 『Rock You★』は、bayfmにも同時ネットされていた。これは同じレーサー鹿島DJの『STAR FILE』からの流れによるもの（ちなみに『STAR FILE』はFMヨコハマにもネット）。
  - 『NTT FAX PARADISE』は、1996年4月から1997年3月、東京以外の関東・山梨の民放ラジオ9局（FM FUJI・bayfm・NACK5・FMヨコハマ・FM群馬・RADIO BERRY・茨城放送・山梨放送・栃木放送）で放送されていた。山梨県では、同じ番組が唯一FM・AMの両方の県域ラジオ局で放送された珍しいケースだった。DJは辺見えみりで、リスナーからFAXで送られてきた情報や最新ヒット曲などを紹介していた。エンディング曲は辺見の歌でスピッツのカバー曲「流れ星」。なおこの番組が首都圏広域にネットされたのは、スポンサーの事業・営業エリアを鑑みてのものである。
  - 『FAX PARADISE』と同じNTT提供の『NTT MUSIC MULTIMEDIA』はAK LIVEがDJで、1997年4月から9月、日曜23時枠にFM FUJI・bayfm・NACK5・FMヨコハマの4局で同時ネットされていた。
  - 『ニホンのナカミ』は茨城放送・エフエム立川・四国放送・岐阜放送・南日本放送・西日本放送・TJS RADIO ロサンゼルスの各局でも放送されている。
  - 『Sweet Digs LA』はTJS RADIO ロサンゼルスでも放送されている。
  - 『ロヂウラベース』はエフエム岐阜・エフエム山陰・RCCラジオでも放送されている。
- 2005年11月2日にTBSとの同時中継が行われた。詳しくは、当局の番組『RADICAL LEAGUE』を参照。なお関連会社のテレビ山梨はTBS系列局であるが、この同時中継はそれとは無関係で、FM FUJIと出演者の所属事務所との関係でもたらされたものであるらしい。
- 局名の「富士」は、山梨県のシンボルたる富士山にちなむ。
- 静岡県富士市にあるコミュニティFM局、「radio-f（富士コミュニティエフエム放送）」では、開局に際しての愛称公募の際、FM FUJIで既に使われているため名乗ることの出来ない「エフエム富士」「FM富士」などは避けるようにとの文言を添えていた。
- FM FUJIはかつて地上特定基幹放送の超短波放送では唯一、送信系統別番組放送が免許されていた[注釈 14]。2013年10月まで本局（坊ヶ峯）系と三ッ峠中継局系でCMや交通情報等が異なる場合があったが、現在は同一音声である。JFN加盟時から2005年7月までは、スポンサーの関係で、本局系だけ別番組枠（『DAYS BEAT』）が存在していた。これはJFN加盟時、本局系だけJFN系フルネット番組を放送していたものの、JFN脱退により番組が放送出来なくなったが、スポンサーが引き続き提供したためである（CMのみのスポンサードネット）。タイムテーブルには「DAYS BEAT（83.0MHz/80.5MHz）交通情報（78.6MHz）」と記載されていた。スポンサーがJFNネット番組を降板して終了したのと同時に、この枠も終了・解消された。その後、通常番組としての局別番組は放送されていない。その後は時期は不明なものの三ッ峠の演奏所は取り消されている。
- 2005年ごろ終了したが、NTTのテレドームでFM FUJIを全国から聴取することができた[注釈 15]。
- 時報はイエローハット[注釈 16]、JA共済などが毎時異なる時間にスポンサーにつくが、「FM FUJI」のサウンドロゴが使用される事の方が多い。
  - radikoでは時報部分が無音処理されて配信されているが、時報前にアナウンスされる「〇時です。」の最後の部分からフェードアウトされる形で無音処理されている。
- フリーマガジンにリニューアル前のMedetta発売日当日の時報は、FM FUJIのサウンドロゴが使われる時報のみ、Medettaのスポンサーで以前使用されていた。
- 山梨県内向け（83.0MHz、80.5MHz）と東部・東関東（東京都内）方面向け（78.6MHz）で流れるCMが異なることがある。また、番組内のコーナーを78.6MHzのみ交通情報に差替えたケースもある。東向きで流れるのはほとんどが自社CMとACジャパン（支援キャンペーンと地域キャンペーン）。山梨県内向けはテレビ山梨の番組宣伝が多い（現在は同一音声）。

## 関連事業・イベント
出版物
- ほぼハッピーマガジンMedetta! - 年4回発行のフリーペーパー情報誌。

イベント
- 河口湖ハーブフェスティバル